# Девід Ферніш
Де́від Фе́рніш (англ. David Furnish; нар. 25 жовтня 1962) — канадський кінорежисер, кінопродюсер, громадський діяч. Чоловік британського музиканта Елтона Джона.

## Біографія
Девід Ферніш народився 25 жовтня 1962 року у Скарборо, Канада. Закінчив Інститут Університету сера Джона А. Макдональда (англ. Sir John A. Macdonald Collegiate Institute), отримав ступінь бакалавра ділового адміністрування в Університеті Західного Онтаріо.
У зв'язку з роботою переїхав жити до Лондона, де у 1993 році на одній з вечірок познайомився з майбутнім чоловіком. З цих пір вони починають жити разом.
Закінчивши курси у Британському інституті кінематографії, Девід Ферніш починає знімати фільми. Зараз він є Головою правління благодійного Фонду Елтона Джона «СНІД» (англ. Elton John AIDS Foundation), що займається протистоянням епідемії СНІДу по всьому світу.
Девід Ферніш неодноразово відвідував Україну. Зокрема, у 2007 році як Голова правління Фонду Елтона Джона «СНІД», що співпрацює з українським Фондом Олени Пінчук «АнтиСНІД» він відвідав Київський будинок дитини «Берізка», де живуть ВІЛ-позитивні діти.

## Особисте життя
Після 12 років спільного життя 21 грудня 2014 року, коли у Великій Британії набув чинності закон, що юридично закріплює одностатеві сім'ї, Елтон Джон і Девід Ферніш уклали шлюб. Церемонія відбулася у Віндзорі (Онтаріо, Канада).
25 грудня 2010 року за допомогою сурогатної матері у них народився син Захарі Джексон Левон Ферніш-Джон. 11 січня 2013 року на світ з'явився другий син — Елайджа Джозеф Даніель Ферніш-Джон.

## Обрана фільмографія
- 1995 — Дуже важливий Пенніс / Very Important Pennis — актор
- 1997 — Елтон Джон: Істерики і тіари / Elton John: Tantrums & Tiaras — режисер, оператор, актор
- 1998 — Кофі Аннан: Центр Storm / Kofi Annan: Center of the Storm — продюсер'
- 1999 — Квітка пустелі / Desert Flower — продюсер
- 1999 — Жіночі плітки / Women Talking Dirty — продюсер
- 2006 — Хлопчик у дівчинці / It's a Boy Girl Thing — продюсер
- 2007 — Концерт для Діани / Concert for Diana — актор
- 2011 — Гномео та Джульєта / Gnomeo and Juliet — продюсер
- 2013 — Стівен Фрай: Десь там / Stephen Fry: Out There — актор

### Телебачення
- «Вистава: Елвіс Костелло з…» — продюсер, 2008 рік

### Театр
- «Біллі Елліот», мюзикл / Billy Elliot the Musical — виконавчий продюсер оригінальної постановки, 2005 рік.